# 알라산 플레아
알라산 알렉상드르 플레아(프랑스어: Alassane Alexandre Pléa, 1993년 3월 10일 ~ )는 프랑스의 축구 선수로, 현재 네덜란드 에레디비시의 PSV에서 공격수로 활약하고 있다.